# Селезень (притока Утки)
Се́лезень — річка в Україні, у Срібнянському районі Чернігівської області. Права притока Утки (басейн Дніпра).

## Опис
Довжина річки приблизно 5,7 км.

## Розташування
Бере початок на південному заході від Васьківців. Спочатку тече на південний захід, потім на південний схід через Калюжинці і впадає у річку Утку, ліву притоку Удаю.